# Ville-Houdlémont
Ville-Houdlémont – miejscowość i gmina we Francji, w regionie Grand Est, w departamencie Meurthe i Mozela.
Według danych na rok 1990 gminę zamieszkiwały 504 osoby, a gęstość zaludnienia wynosiła 83 osób/km² (wśród 2335 gmin Lotaryngii Ville-Houdlémont plasuje się na 592. miejscu pod względem liczby ludności, natomiast pod względem powierzchni na miejscu 918.).